# Nyomás utána!
A Nyomás utána! (eredeti cím olaszul: Nati con la camicia, angolul: Go for It!) 1983-ban bemutatott olasz filmvígjáték, melyet fia, Marco Barboni forgatókönyvéből E.B. Clucher rendezett. A filmzenét Franco Micalizzi szerezte. A főbb szerepekben Bud Spencer és Terence Hill látható, a film az ügynökfilmek (például James Bond) műfajának paródiája.
Ez volt Clucher negyedik közös filmje a legendás színészpárossal. Neki köszönhetően tért vissza a filmvászonra a duó egy sikeres filmmel, melynek tagjai – korábbi filmjeik gyenge fogadtatása miatt – már az együttműködés befejezését fontolgatták. Clucher követte a már bevált formulát: a két erős karaktert megszokott környezetükből kiszakítva egy másik, számukra ismeretlen világba helyezi át. A film Floridában játszódik.
Olaszországban 1983 szeptemberében, Magyarországon feliratosan 1985. november 14-én mutatták be a mozikban, két szinkronos változat készült belőle, amelyből az elsőt 1991-ben, a másodikat 1993. februárjában adták ki VHS-en. A második magyar szinkront felújított változattal mutatták be 2017. február 2-án.

## Cselekmény
|  | Alább a cselekmény részletei következnek! |

Rosco, a csavargó az országutakat járja görkorcsolyáján, amikor egy kamion kis híján elgázolja. Egy közeli kocsmában rátalál a kamionosokra, velük megverekedve ismerkedik meg a börtönből frissen szabadult Douggal. Ezután meglépnek egy kamionnal, amiről Rosco elhiteti Douggal, hogy a sajátja. Az őket igazoltató rendőrök elől menekülve bejelentkeznek a repülőtéren két lefoglalt jegyért. A gépen derül ki, hogy a jegyek a CIA két szuperügynökének (Mason és Steinberg) nevére szólnak, akiknek egy K1 fedőnevű bűnöző tervét kell megakadályozniuk. Mivel az igazi Masont és Steinberget K1 kiiktatta, az „Ügynökségnél” pedig senkinek sem tűnik fel a személycsere, Rosco és Doug nekilátnak az ügynek a maguk módján.
K1 legzseniálisabb találmánya a K-bomba, amely sértetlenül hagyja az embereket, de mindenki emlékezetéből kitörli a számokat. Megszűnik még a szám fogalma is, senki sem fogja tudni, mit jelent az, hogy szám. Számok nélkül meg a modern civilizáció elpusztul, a számítógépek értelmetlen jelek halmazát fogják ontani, de még egy sportmérkőzés eredményei is értelmetlenné fognak válni. Ördögi tervét úgy akarja megvalósítani, hogy saját, K-bombát tartalmazó rakétáját össze akarja ütköztetni egy NASA által fellőtt űrsiklóval, a robbanást követően a K-sugárzás hamarosan beteríti az egész földgolyót, a számok nélkül maradt emberiség meg gyorsan K1 hatalma alá kerül. (A filmből nem derül ki, K1 hogyan biztosított védelmet saját magának a bomba hatásával szemben.)
Tervében csak két CIA szuperügynök, Mason és Steinberg tudta volna megakadályozni, de Dr. Spider mindkettőt korábban elfogatta. A véletlen viszont úgy hozta, hogy kettejük helyére két ártatlanul bajba került és a rendőrség elől menekülő balfácán lépett, Rosco Frazer és Doug O'Riordan. Menekülés közben a repülőtéren felvettek a hangosbemondón bemondott, a két elfogott ügynök számára félretett repülőjegyet, de ezután már nem volt visszaút számukra, kénytelenek voltak a két szuperügynök szerepét eljátszani. A két ügynököt személyesen sem új miami állomáshelyükön, sem a bűnbandánál nem ismerték, ezért mindkét helyen az igaziaknak vélték őket. Mikor váratlanul feltűntek, Dr. Spider azt hitte, tévedésből nem őket fogták el korábban az emberei. A világ sorsa egy csavargó és egy frissen szabadult fegyenc kezébe került.
Pofonjaikkal és ravaszságukkal szemben azonban K1 emberei tehetetlennek bizonyultak. Végül K1 a bűnszervezethez való csatlakozást is felajánlotta számukra, ezért ott lehettek vele a rakéta indításánál. Rosco azonban hasbeszélő képességével összezavarta a visszaszámlálást, így az ütközés és K1 világuralma elmaradt. A pillanatok alatt elúszott világuralom miatt K1 teljesen összetört, letartóztatták, további sorsa ismeretlen.
A filmben visszatérő poén, hogy az Ügynökség dolgozói azt kérik hőseinktől, hogy kisebb hibáik felett hunyjanak szemet.

## Szereplők

Buffy Dee K1 szerepében

| Szereplő                       | Színész              | Magyar hang                           | Magyar hang                                     |
| Szereplő                       | Színész              | 1. magyar szinkron (Intervideo, 1991) | 2. magyar szinkron (Mokép, 1993)                |
| ------------------------------ | -------------------- | ------------------------------------- | ----------------------------------------------- |
| Rosco Frazer / Steinberg       | Terence Hill         | Szersén Gyula                         | Ujréti László                                   |
| Doug O'Riordan / Mason         | Bud Spencer          | Vajda László                          | Bujtor István                                   |
| K1                             | Buffy Dee            | Huszár László                         | Horváth Gyula                                   |
| Tigris                         | David Huddleston     | Kránitz Lajos                         | Szabó Ottó                                      |
| Dr. Spider                     | Riccardo Pizzuti     | Perlaki István                        | Kristóf Tibor                                   |
| „Démon” (Dr. Spider barátnője) | Faith Minton         | Zsolnai Júlia                         | Prókai Annamária                                |
| Jeremy Scott                   | Dan Rambo            | Csankó Zoltán                         | Salinger Gábor (1. hang) Blaskó Péter (2. hang) |
| ügynök a repülőn               | Woody Woodbury       | Csankó Zoltán                         | N/A                                             |
| Sam                            | Harold Bergman       | Beregi Péter                          | Kenderesi Tibor                                 |
| hotelportás                    | Dan Fitzgerald       | Faragó József                         | Mátrai Tamás                                    |
| Charlie Chan, „a zsömle”       | Jeff Moldovan        | Schnell Ádám                          | Barabás Kiss Zoltán                             |
| főszakács                      | Bert Sheldon         | Both András                           | Konter László                                   |
| hotdogos                       | Al Nestor            | Szabó Sipos Barnabás                  | Pusztai Péter                                   |
| börtönigazgató                 | Sid Raymond          | Horkai János                          | Buss Gyula                                      |
| Tim, Mason rabtársa            | Mal Jones            | Botár Endre                           | Cs. Németh Lajos                                |
| szőke férfi a bisztróban       | Bill Wohrman         | Uri István                            | Breyer László                                   |
| bajszos férfi a bisztróban     | Joe Hess             | Melis Gábor                           | Papp János                                      |
| chattanoogai utas              | Raymond Forchion     | Kerekes József                        | Csonka András                                   |
| videón jelentő ügynök          | Raffaele Mottola     | N/A                                   | Holl Nándor                                     |
| utaskísérő nő                  | Christine Troples    | N/A                                   | Détár Enikő                                     |
| pincérnő                       | Susan Teesdale       | Balogh Erika                          | Détár Enikő                                     |
| Kobra                          | Giancarlo Bastianoni | Hankó Attila                          | Melis Gábor                                     |

## Érdekességek
- A második (Bujtor-Újréti féle) szinkron elkészülésének egyik oka az volt, hogy Bujtor István felháborodott az első (Vajda-Szersén féle) szinkronnal kapcsolatban, amelyben a párbeszédeket helyenként szokatlanul trágárra fordították.[forrás?]
- K1 szervezetével két CIA ügynöknek kellett volna megbirkózni (Mason és Steinberg). A CIA az USA területén nem végez nyomozást, erre az FBI szolgál.
- A fagylaltárusnak álcázott ügynök azért hagyja el őrhelyét, mert „a pisztácia elfogyott”. Ez utalás lehet az …és megint dühbe jövünk című film fagylaltárus jelenetére.[forrás?]
- Bud Spencer ebben a filmben is megmutatta helikoptervezető tudását.[1]
- A K1 hajóján játszódó jeleneteket a Carnival Cruise Line "Carnivale" nevű hajóján forgatták.

## Televíziós megjelenések
- 1. magyar szinkron: Szív TV
- 2. magyar szinkron: TV-2 / MTV2, RTL Klub, Film+, Poén TV / Prizma TV / RTL+, Cool, Film+ 2, AMC